# 1988 Delores
Az 1988 Delores (ideiglenes jelöléssel 1952 SV) a Naprendszer kisbolygóövében található aszteroida. Indianai Egyetem fedezte fel 1952. szeptember 28-án.